# 關鍵復仇
《關鍵復仇》（西班牙語：El desconocido）是一部2015年西班牙和法國合拍的動作驚悚片，由丹尼爾·德拉·托瑞（Dani de la Torre）執導，亞柏托·馬里尼編劇，路易斯·托薩、哈維爾·古鐵雷茲、埃爾薇拉·明戈斯和戈雅·托勒多主演。劇情講述一名銀行高管在接送小孩上學途中，接到陌生人的一通勒索電話，若不限時匯款則會引爆汽車上的炸彈。該片在第72屆威尼斯影展威尼斯日單元首映，2015年9月25日在西班牙上映；影評界口碑正面居多。

## 演員
- 路易斯·托薩（英语：Luis Tosar）飾演卡洛斯（Carlos）
- 哈維爾·古鐵雷茲（英语：Javier Gutiérrez (actor)）飾演盧卡斯（Lucas）
- 埃爾薇拉·明戈斯（英语：Elvira Mínguez）飾演貝倫（Belén）
- 戈雅·托勒多（英语：Goya Toledo）飾演瑪塔（Marta）
- 寶拉·戴爾·里歐（英语：Paula del Río）飾演莎拉（Sara）

## 翻拍
本片數次被他國翻拍，包括德國版的《別下車》（2018年）、韓國版的《限制来电》（2021年）、美國版的《爆復》（2023年）。

## 外部連結
- 官方网站
- Venice Days - Official Selection （页面存档备份，存于）
- 互联网电影数据库（IMDb）上《關鍵復仇》的资料（英文）